# PMM Wolna
Das PMM Wolna (russisch ПММ «Волна», паромно-мостовая машина «Волна») ist ein militärisches amphibisches Schwimmschnellbrücken- und Übersetzfahrzeug aus sowjetischer Produktion, das 1974 entwickelt und bis Mitte der 1980er-Jahre hergestellt wurde. Insgesamt wurden für die Streitkräfte der UdSSR nur 24 Fahrzeuge produziert. Als Nachfolgesystem war das PMM-2-System vorgesehen.

## Entwicklungsgeschichte
Ursprünglich war das PMM-System als Ersatz für die Panzerfähre GSP-55 und den Pontonpark PMP gedacht, nachdem die Entwicklungsarbeiten im Jahr 1974 abgeschlossen waren und die Auslieferung der ersten Einheiten begann. Die PMM-Fährenflotte stellte sich allerdings als unpraktisch und ungeeignet bzgl. der Einsatzerfordernisse heraus. Ein zentraler Konstruktionsfehler des PMM-Fahrzeugs waren die offenen Radkästen des vierachsigen Basisfahrzeuges, die einen deutlich erhöhten Schwimmwiderstand und eine schwierigere Manövrierbarkeit verursachten. Folglich wurden bis 1985 lediglich 24 PMMs ausgeliefert und eine Ausmusterung aus den Streitkräften erfolgte zeitnah.

## Fahrzeug
Der PMM basiert auf dem schweren vierachsigen 8×8-Lastkraftwagen BAZ-135, einer Weiterentwicklung des vom sowjetischen Fahrzeugherstellers Sawod imeni Lichatschowa ab 1966 in Serie produziert SiL-135. Gezielt hatte man sich beim Entwurf des Schnellbrückensystems auf ein Radfahrzeug geeinigt, um höhere Übersetzzeiten und höhere Geschwindigkeiten an Land zu erreichen. Zum Einsatz kam schließlich die Variante BAS-135MB, der eine vom SIL-135 abweichende Motorisierung hat. Das Antriebsaggregat ist ein V8-Dieselmotor des Typs JaMS-238 des Motorenbauunternehmens Jaroslawski Motorny Sawod. Die Kraftübertragung wurde an das einzelne Aggregat angepasst. Eine Vier-Personen-Kabine wurde mit Klappfenstern und zwei Sitzreihen ausgestattet. Bei Bedarf konnte sie bis zu sechs Personen aufnehmen.

## Brücken- und Übersetztechnik
Der Einsatz war im Pontonpark SPP vorgesehen, der insgesamt 24 PMM, je 4 Fluss- und Uferpontons, 2 Teppichfahrzeuge des PMP und 4 Übergangsteile sowie 4 Bugsierboote auf 18 KrAS-255B umfasste. Die Tragfähigkeit der Schwimmschnellbrücke betrug 50 Tonnen und die maximale Länge der Brücke lag bei 260 Metern. Innerhalb von 30 Minuten hätte die Brücke fertig gestellt werden sollen.
Das Basisfahrzeug BAZ-135MB, mit einer angepassten Kabine des SIL-135LM, trug zwei Pontons, welche in Transportstellung auf dem Fahrzeug abgelegt waren. Im Betriebszustand werden sie von beiden Seiten des Fahrzeuges heruntergeklappt. Im Fährbetrieb erfolgt der Wasserantrieb durch zwei absenkbare, schwenkbare Propeller, die am Fahrzeugheck montiert sind. Dabei konnte eine unbeladene PMM-Einheit 10,9 km/h und eine beladene Einheit bis zu 9 km/h erreichen. Die Tragfähigkeit einer Maschine betrug 42 Tonnen. Durch die Kombination von bis zu drei Fahrzeugen konnten Dreifachfähren mit 84 oder 126 t Tragfähigkeit zusammengestellt werden.